# Нічого собі поїздочка 2
Нічого собі поїздочка 2: Смерть попереду (англ. Joy Ride 2: Dead Ahead) — американський фільм-трилер 2008 року. У головних ролях знялися Ніккі Ейкокс, Нік Зано та Марк Гіббон. Стрічка є продовження фільму 2001 року. У 2014 році вийшла третя частина фільму.

## Сюжет
Боббі і Мелісса — молода пара, що вирішила одружитися в Лас-Вегасі і вирушила у невелику дорожню подорож разом з сестрою нареченої, Кайлою. По дорозі у Вегас Кайла зустрічає свого інтернет-знайомого — молодого чоловіка, якого звати Нік, і далі вони їдуть вже вчотирьох. Правда, по дорозі машина ламається і хлопці вирушають на пошуки допомоги. Побродивши по окрузі якийсь час, вони знаходять тільки порожній будинок з машиною у дворі. Трохи подумавши, молодики вирішують позичити її, залишивши господареві лист зі своїми контактними даними і вибаченнями. І, треба сказати, гіршого рішення ці четверо не приймали за все своє життя, причому справа зовсім не у викраденні машини і небезпеці потрапити на радар поліціянтів. Ні, все куди страшніше: відокремлений будинок, який знайшли хлопці, належить Іржавому Цвяху — маніякові-далекобійникові, який розважається вбивствами на автострадах. І тепер покарати молодих людей за викрадення машини для нього — справа честі.

## У ролях
| Актор        | Роль                      |
| ------------ | ------------------------- |
| Ніккі Ейкокс | Мелісса Скотт             |
| Нік Зано     | Боббі Лоуренс             |
| Лора Джордан | Кайла Скотт               |
| Кайл Шмід    | Нік Паркер                |
| Марк Гіббон  | Расті Нейл «Іржавий Цвях» |